# Pascual Iacobone
Pasquale Iacobone (nacido el 3 de febrero de 1959 )es un Sacerdote católico italiano, arqueólogo , Presidente de la Pontificia Comisión de Arqueología Sagrada, miembro de la curia romana 

## Curriculum vitae
Proviene de Apulia, Fue ordenado sacerdote el 28 de abril de 1984. Fue sacerdote de la diócesis de Andria en Italia. El 25 de noviembre de 2022 fue elegido presidente de la Pontificia Comisión de Arqueología Sacra    sustituyó a Gianfranco Ravasi   Anteriormente había sido secretario y miembro de dicho comité durante mucho tiempo 
Es autor de libros en la frontera entre la teología y el arte. En 2015 fue uno de los iniciadores del proyecto y de la preparación del pabellón de la Santa Sede para la Expo de Milán de 2015 el cual fue uno de los pabellones más bonitos de la expo.